# Граф Уркхарта

Пример графа Уркхарта — (тонкие голубые линии). Наиболее длинные рёбра удалены из каждого треугольника Делоне.

Граф Уркхарта множества точек на плоскости, названный в честь Родерика Б. Уркхарта, получается путём удаления самого длинного ребра из каждого треугольника в триангуляции Делоне.

## Описание
Граф Уркхарта был описан Уркхартом, который предположил, что удаление самого длинного ребра из каждого треугольника Делоне было бы быстрым способом построения графа относительных окрестностей (граф, соединяющий пары точек p и q, если не существует третьей точки r, которая ближе к p и q, чем ко всем остальным). Поскольку триангуляцию Делоне можно построить за время {\displaystyle O(n\log n)}, та же самая граница имеет место для графа Уркхарта. Хотя позднее было показано, что граф Уркхарта не в точности то же самое, что граф относительных окрестностей, он может быть использован как хорошее приближение к этому графу. Задача построения графов относительных окрестностей за время {\displaystyle O(n\log n)}, ставшая открытой после обнаружения несоответствия между графом Уркхарта и графом относительных окрестностей, была решена Суповитом.
Подобно графам относительных окрестностей, граф Уркхарта множества точек в общем положении содержит евклидово минимальное остовное дерево этих точек, откуда следует, что этот граф связен.